# بيلي جو آرمسترونغ
بيلي جو آرمسترونغ (بالإنجليزية: Billie Joe Armstrong) (وُلد في 17 فبراير 1972 في أوكلاند (كاليفورنيا)) هو ممثل و‌موسيقي و‌مغن مؤلف أمريكي

## روابط خارجية
- بيلي جو آرمسترونغ على موقع IMDb (الإنجليزية)
- بيلي جو آرمسترونغ على موقع ألو سيني (الفرنسية)
- بيلي جو آرمسترونغ على موقع ميوزك برينز (الإنجليزية)
- بيلي جو آرمسترونغ على موقع رولينغ ستون (الإنجليزية)
- بيلي جو آرمسترونغ على موقع أول موفي (الإنجليزية)
- بيلي جو آرمسترونغ على موقع قاعدة بيانات برودواي على الإنترنت (الإنجليزية)
- بيلي جو آرمسترونغ على موقع إن إن دي بي (الإنجليزية)
- بيلي جو آرمسترونغ على موقع أول ميوزيك (الإنجليزية)
- بيلي جو آرمسترونغ على موقع ديسكوغز (الإنجليزية)
- بيلي جو آرمسترونغ على موقع قاعدة بيانات الفيلم (الإنجليزية)

## وصلات خرجية
- بيلي جو آرمسترونغ في أول موفي